# Élections au Parlement de Galice de 1993
Les élections au Parlement de Galice de 1993 (en espagnol : elecciones al Parlamento de Galicia de 1993, en galicien : eleccións ao Parlamento de Galicia de 1993) se tiennent le dimanche 17 octobre 1993, afin d'élire les 75 députés de la IVe législature du Parlement de Galice pour un mandat de quatre ans.
Avec une participation record à l'époque pour une élection régionale galicienne, le scrutin voit le Parti populaire obtenir sa quatrième victoire consécutive et accroître sa majorité absolue, conquérant plus de la moitié des suffrages au niveau de la communauté autonome et dans trois des quatre provinces. Le Bloc nationaliste galicien enregistre lui aussi une importante progression, conquérant l'ensemble du nationalisme galicien et au-delà. À l'inverse, le Parti socialiste subit un important revers, payant ses divisions internes étalées en place publique.
Six semaines après la tenue du scrutin, le président de la Junte Manuel Fraga est investi par le Parlement pour un deuxième mandat.

## Contexte
Le Parti populaire (PP) de Manuel Fraga remporte les élections régionales du 17 décembre 1989 avec l'exacte majorité absolue, signant la première victoire électorale personnelle de son chef de file. Au pouvoir en coalition, le Parti socialiste (PSdeG-PSOE) du président de la Junte Fernando González Laxe progresse grâce au vote utile à gauche et au soutien au bipartisme, mais ce bon résultat s'avère inutile en raison du succès du PP et de l'effondrement de ses alliés,. Le vote nationaliste se concentre sur le Bloc nationaliste galicien (BNG) de Xosé Manuel Beiras, option la plus radicale politiquement, marquant l'échec des autres formations de ce segment idéologique. Il en va de même pour les centristes, conséquence de la concentration du vote autour du PP
Le 31 janvier 1990, Manuel Fraga est élu président de la Junte par 38 voix favorables sur 75 et 37 voix contre, seul le PP lui accordant sa confiance. Il prête serment le 5 février. Présenté le 1er février, son premier gouvernement est assermenté et entre en fonction le 6 février.

## Mode de scrutin

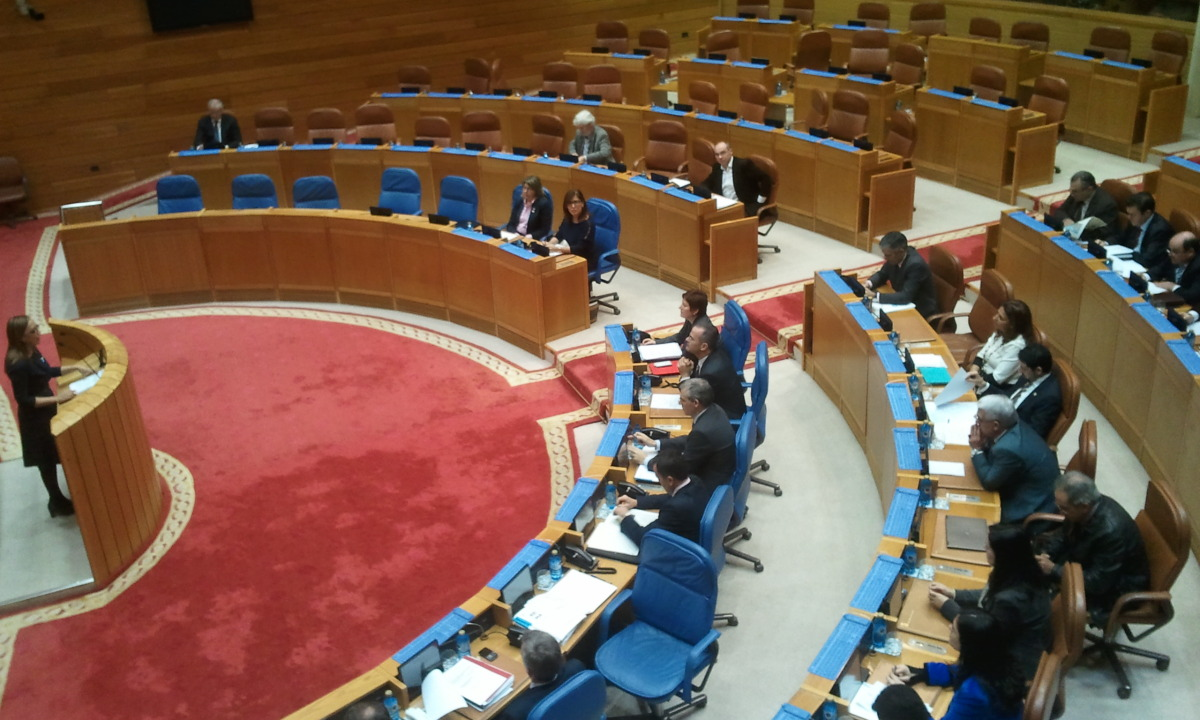
Hémicycle du Parlement de Galice.

Le Parlement de Galice (Parlamento de Galicia) est une assemblée parlementaire monocamérale constituée de 75 députés (diputados), élue pour une législature de quatre ans au suffrage universel direct selon les règles du scrutin proportionnel D'Hondt par l'ensemble des personnes résidant dans la communauté autonome où résidant momentanément à l'extérieur de celle-ci, si elles en font la demande.

### Convocation du scrutin
Conformément à l'article 11 du statut d'autonomie, le Parlement est élu pour un mandat de quatre ans. L'article 12 de la loi électorale galicienne du 13 août 1985 précise que les élections sont convoquées au moyen d'un décret du président de la Junte de Galice, publié au Journal officiel. La première disposition finale de cette même loi dispose que loi électorale relative au Congrès des députés s'applique pour tout ce qu'elle-même ne prévoit pas.

### Nombre de députés par circonscription
Puisque l'article 11 du statut d'autonomie ne prévoit aucun nombre minimal de députés, l'article 9 de la loi électorale indique que le nombre de parlementaires est fixé à 75 et attribue à chaque circonscription 10 sièges d'office, les 35 mandats restant étant distribués en fonction de la population provinciale. L'article 11 du statut énonce en effet que « Dans tous les cas, la province sera la circonscription électorale. ».
Le décret de convocation des élections, publié le 24 août 1993, dispose que les sièges sont répartis ainsi : 
| Circonscriptions | Députés |
| ---------------- | ------- |
| La Corogne       | 24      |
| Lugo             | 15      |
| Ourense          | 15      |
| Pontevedra       | 21      |

### Présentation des candidatures
Peuvent présenter des candidatures, : 
- les partis ou fédérations politiques enregistrées auprès du registre des associations politiques du ministère de l'Intérieur ;
- les coalitions électorales de ces mêmes partis ou fédérations dûment constituées et inscrites auprès de la commission électorale au plus tard 10 jours après la convocation du scrutin ;
- et les électeurs de la circonscription, à condition de représenter au moins 1 % des inscrits.

### Répartition des sièges
Seules les listes ayant recueilli au moins 5 % des suffrages valides — ce qui inclut les bulletins blancs — dans une circonscription peuvent participer à la répartition des sièges à pourvoir dans cette circonscription, qui s'organise en suivant différentes étapes, : 
- les listes sont classées en une colonne par ordre décroissant du nombre de suffrages obtenus ;
- les suffrages de chaque liste sont divisés par 1, 2, 3... jusqu'au nombre de députés à élire afin de former un tableau ;
- les mandats sont attribués selon l'ordre décroissant des quotients ainsi obtenus.

Lorsque deux listes obtiennent un même quotient, le siège est attribué à celle qui a le plus grand nombre total de voix ; lorsque deux candidatures ont exactement le même nombre total de voix, l'égalité est résolue par tirage au sort et les suivantes de manière alternative.

## Campagne

### Principales forces politiques
| Force politique | Force politique                                                                   | Force politique | Chef de file                         | Idéologie                                                                            | Résultats en 1989           |
| --------------- | --------------------------------------------------------------------------------- | --------------- | ------------------------------------ | ------------------------------------------------------------------------------------ | --------------------------- |
|                 | Parti populaire (es) Partido Popular                                              | PP              | Manuel Fraga (Président de la Junte) | Centre droit à droite Conservatisme, démocratie chrétienne, libéralisme, galléguisme | 44,02 % des voix 38 députés |
|                 | Parti des socialistes de Galice-PSOE (gl) Partido dos Socialistas de Galicia-PSOE | PSdeG-PSOE      | Antolín Sánchez Presedo (es)         | Centre gauche Social-démocratie, progressisme, galléguisme                           | 32,68 % des voix 28 députés |
|                 | Bloc nationaliste galicien (gl) Bloque Nacionalista Galego                        | BNG             | Xosé Manuel Beiras                   | Gauche Nationalisme galicien, nationalisme de gauche, socialisme démocratique        | 7,97 % des voix 5 députés   |
|                 | Esquerda Unida-Unidade Galega (es) (fr) Gauche unie-Unité galicienne              | EU-UG           | Camilo Nogueira (es)                 | Gauche Communisme, nationalisme galicien, républicanisme                             | 5,27 % des voix 2 députés   |
|                 | Coalition galicienne (es) (gl) Coalición Galega                                   | CG              | César Quintián Noás                  | Centre Nationalisme galicien, libéralisme, galléguisme                               | 3,64 % des voix 2 députés   |

## Résultats

### Voix et sièges

#### Total régional
|                          |                                                   |           |        |       |        |               |  |  |  |
| Parti                    | Parti                                             | Voix      | %      | +/-   | Sièges | +/-           |  |  |  |
|                          | Parti populaire (PP)                              | 763 839   | 52,14  | 8,12  | 43     | 5             |  |  |  |
|                          | Parti des socialistes de Galice-PSOE (PSdeG-PSOE) | 346 831   | 23,68  | 9,00  | 19     | 9             |  |  |  |
|                          | Bloc nationaliste galicien (BNG)                  | 269 233   | 18,38  | 10,41 | 13     | 8             |  |  |  |
|                          | Esquerda Unida-Unidade Galega (es) (EU-UG)        | 44 902    | 3,07   | 2,20  | 0      | 2             |  |  |  |
|                          | Coalition galicienne (CG) (es)                    | 6 098     | 0,42   | 3,22  | 0      | 2             |  |  |  |
|                          | Groupement Ruiz-Mateos (ARM) (es)                 | 5 293     | 0,36   | 0,17  | 0      | en stagnation |  |  |  |
|                          | Les Verts de Galice (OVG)                         | 4 682     | 0,32   | 0,08  | 0      | en stagnation |  |  |  |
|                          | Autres partis                                     | 10 677    | 0,73   |       | 0      | –             |  |  |  |
|                          | Blancs                                            | 13 355    | 0,91   | 0,51  |        |               |  |  |  |
|                          |                                                   |           |        |       |        |               |  |  |  |
| Suffrages exprimés       | Suffrages exprimés                                | 1 464 910 | 99,52  |       |        |               |  |  |  |
| Votes invalides          | Votes invalides                                   | 7 107     | 0,48   |       |        |               |  |  |  |
| Total                    | Total                                             | 1 472 017 | 100,00 | –     | 75     | en stagnation |  |  |  |
| Abstentions              | Abstentions                                       | 821 152   | 35,81  |       |        |               |  |  |  |
| Inscrits / participation | Inscrits / participation                          | 2 293 169 | 64,19  |       |        |               |  |  |  |

#### Par circonscription
| Circonscription | Circonscription | La Corogne | La Corogne | La Corogne | La Corogne    | Lugo    | Lugo    | Lugo   | Lugo          | Ourense | Ourense | Ourense | Ourense       | Pontevedra | Pontevedra | Pontevedra | Pontevedra    |
| --------------- | --------------- | ---------- | ---------- | ---------- | ------------- | ------- | ------- | ------ | ------------- | ------- | ------- | ------- | ------------- | ---------- | ---------- | ---------- | ------------- |
|                 |                 |            |            |            |               |         |         |        |               |         |         |         |               |            |            |            |               |
| Sièges          | Sièges          | 24         | 24         | 24         | en stagnation | 15      | 15      | 15     | en stagnation | 15      | 15      | 15      | en stagnation | 21         | 21         | 21         | en stagnation |
|                 |                 |            |            |            |               |         |         |        |               |         |         |         |               |            |            |            |               |
|                 |                 | Nombre     | Nombre     | %          | %             | Nombre  | Nombre  | %      | %             | Nombre  | Nombre  | %       | %             | Nombre     | Nombre     | %          | %             |
| Inscrits        | Inscrits        | 926 589    | 926 589    | 100,00     | 100,00        | 327 351 | 327 351 | 100,00 | 100,00        | 315 548 | 315 548 | 100,00  | 100,00        | 723 681    | 723 681    | 100,00     | 100,00        |
| Abstentions     | Abstentions     | 348 474    | 348 474    | 37,61      | 37,61         | 108 509 | 108 509 | 33,15  | 33,15         | 114 708 | 114 708 | 36,35   | 36,35         | 249 460    | 249 460    | 34,47      | 34,47         |
| Votants         | Votants         | 578 115    | 578 115    | 62,39      | 62,39         | 218 842 | 218 842 | 66,85  | 66,85         | 200 840 | 200 840 | 63,65   | 63,65         | 474 221    | 474 221    | 65,53      | 65,53         |
| Nuls            | Nuls            | 3 256      | 3 256      | 0,56       | 0,56          | 1 167   | 1 167   | 0,53   | 0,53          | 820     | 820     | 0,41    | 0,41          | 1 864      | 1 864      | 0,39       | 0,39          |
| Exprimés        | Exprimés        | 568 921    | 568 921    | 99,44      | 99,44         | 217 675 | 217 675 | 99,47  | 99,47         | 200 019 | 200 019 | 99,59   | 99,59         | 472 357    | 472 357    | 99,61      | 99,61         |
|                 |                 |            |            |            |               |         |         |        |               |         |         |         |               |            |            |            |               |
| Partis          | Partis          | Voix       | %          | Sièges     | +/−           | Voix    | %       | Sièges | +/−           | Voix    | %       | Sièges  | +/−           | Voix       | %          | Sièges     | +/−           |
|                 | PP              | 281 578    | 49,49      | 13         | 2             | 123 020 | 56,52   | 9      | 1             | 108 932 | 54,46   | 9       | 1             | 250 309    | 52,99      | 12         | 1             |
|                 | PSdeG-PSOE      | 141 544    | 24,88      | 6          | 4             | 50 270  | 23,09   | 4      | 1             | 50 865  | 25,43   | 4       | 2             | 104 152    | 22,05      | 5          | 2             |
|                 | BNG             | 112 713    | 19,81      | 5          | 3             | 35 838  | 16,46   | 2      | 1             | 33 914  | 16,96   | 2       | 2             | 86 768     | 18,37      | 4          | 2             |
|                 | EU-UG (es)      | 21 253     | 3,74       | 0          | 1             | 3 329   | 1,53    | 0      | en stagnation | 1 990   | 0,99    | 0       | en stagnation | 18 330     | 3,88       | 0          | 1             |
|                 | CG (es)         | 2 197      | 0,39       | 0          | en stagnation | 936     | 0,43    | 0      | 1             | 1 006   | 0,50    | 0       | 1             | 1 959      | 0,41       | 0          | en stagnation |
|                 | Autres          | 3 698      | 0,65       |            |               | 2 698   | 1,24    |        |               | 2 062   | 1,03    |         |               | 6 256      | 1,32       |            |               |
|                 | Blanc           | 5 938      | 1,04       | 1 584      | 0,73          | 1 250   | 0,62    | 4 583  | 0,97          |         |         |         |               |            |            |            |               |

## Analyse

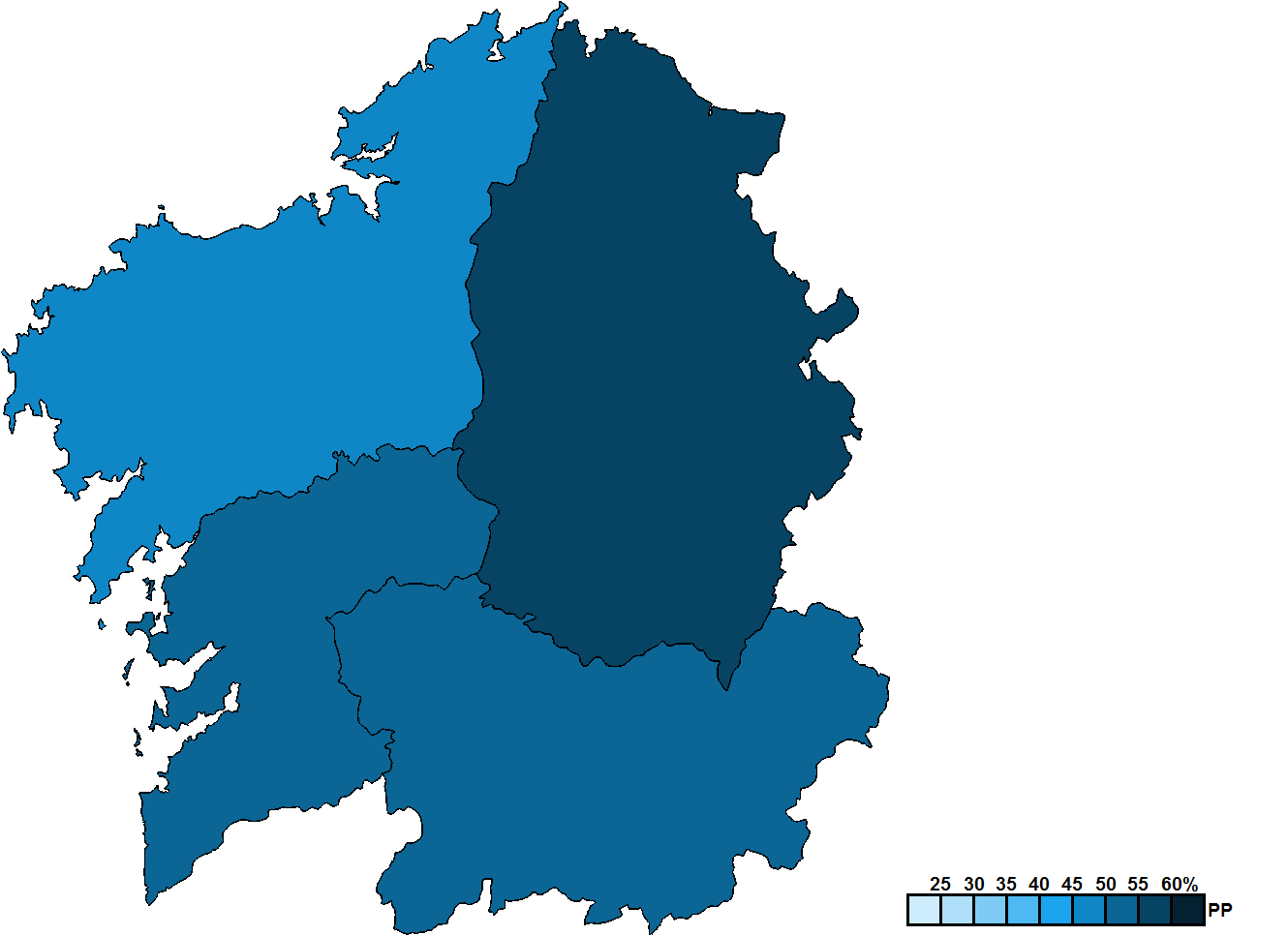
Parti arrivé en tête par circonscription et intensité de son score.

En dépit d'une météo pluvieuse en fin de campagne et le jour du vote, les électeurs se rendent nombreux aux urnes. La participation atteint plus de 64 % des inscrits, ce qui constitue alors le record pour des élections régionales en Galice. Elle est plus basse de seulement sept points par rapport aux élections générales anticipées du 6 juin précédent, alors que les Galiciens ont une habitude de mobilisation bien plus importante pour élire les Cortes Generales que leur Parlement.
Le Parti populaire (PP) du président de la Junte Manuel Fraga remporte pour la quatrième fois consécutive les élections régionales, confirmant sa tendance à conquérir de nouveaux électeurs à chaque scrutin. Sa victoire avec une majorité absolue nettement renforcée est comparée, dans ses proportions, par le journal El País à celle du PSOE de Felipe González aux élections générales de 1982. Il s'impose avec plus de 50 % des voix au niveau de la communauté autonome et dans trois des quatre circonscriptions, et remporte plus de députés que la gauche dans celle de La Corogne.
L'autre grand vainqueur du scrutin est le Bloc nationaliste galicien (BNG). Conquérant huit députés supplémentaires, il réunit sur son bulletin la quasi-totalité du spectre électoral du nationalisme galicien, des modérés de gauche d'Unidade Galega (es) (UG) aux centristes de la Coalition galicienne (es) (CG), ainsi que des déçus du Parti socialiste (PSdeG-PSOE). Ce fort élargissement de la base électorale du BNG entre toutefois en contradiction avec la radicalité politique de sa base militante.
Avec un score plus de deux fois moindre que le Parti populaire, le Parti socialiste subit ce que El País et ABC qualifient de « revers » et La Vanguardia d'« effondrement ». Bien que fortement soutenu par Felipe González, le chef de file du PSdeG-PSOE Antolín Sánchez Presedo (es) paie l'image d'un parti divisé, causée par l'exclusion des listes des proches du vice-secrétaire général Alfonso Guerra. Aussi le seul poids lourd socialiste de Galice, le maire de La Corogne Francisco Vázquez, proche de Guerra, s'est contenté d'une présence minimaliste. C'est d’ailleurs dans la circonscription homonyme, où le Parti socialiste enregistre ses meilleurs scores, qu'il subit son plus fort recul en perdant quatre de ses dix députés sortants,.

## Conséquences
Le 1er décembre 1993, Manuel Fraga est investi président de la Junte pour un second mandat par le Parlement. Il obtient 43 voix favorables sur 75 et 32 voix contre, le Parti populaire étant le seul à voter en sa faveur. Il prête serment le 10 décembre.
Il dévoile le 7 décembre la composition de son nouveau gouvernement, qui est assermenté quatre jours plus tard.